# Фёршан, Ян
Ян Фёршан (чеш. Jan Förschan; 1688, Прага — 1740, Литомержице) — чешский писатель-богослов; принадлежал к ордену иезуитов, затем служил асессором при консистории в Литомержице.
Его главные сочинения: «Quaestio juris et facti historico-polemica de conciliis s. R. ecciesiae, praesertim oecumenicis» (Опава, 1732), «Theses theologicae» (1733, под редакцией Яна Фромма), «Quaestiones de praedestinatione et reprobatione» (Оломоуц, 1733), «Dissertationes polemicae de celebrioribus controversiis partim ad tuendas partim ad propagandas romano-catholicas veritates accommodatae» (1733) и другие.